# Pachna
Pachna (Pakhna, Πάχνα) es un pueblo en el Distrito de Limasol de la República de Chipre. Está situado en la ladera sur de la cordillera de Troodos a una altitud de 745 m.
El nombre Pachna se cree que procede de la antigua palabra griega "πάχνη" (pachni) que se relaciona con la escarcha encontrada en las hojas después de una noche fría. Otra explicación podría venir del significado alternativo de "πάχνη", pesebre, en referencia a su protegida ubicación en medio de las altas colinas circundantes. Durante la ocupación de los francos y venecianos de Chipre el pueblo aparecía en los mapas con el nombre de Padena.
Su suelo calcáreo, su elevación y su clima, han hecho a Pachna un lugar ideal para la viticultura. En 1985 las estadísticas del departamento de agricultura recogían 830 hectáreas de tierra cultivadas con vino de mesa o vides, por lo que era el pueblo con mayor producción de uva en la isla. La evidencia de que la vid se ha cultivado aquí desde tiempos antiguos lo demostró la cerámica encontrada en las excavaciones cercanas (asentamiento de Ayia Marina). La gran mayoría de las uvas cultivadas son las variedades locales de mavro (negra) y xynisteri (blanca). Menos común es el cultivo de olivos, algarrobos, manzanos, perales y lentejas.

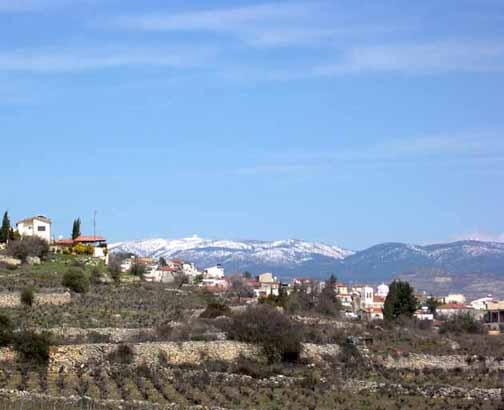
Villa de Pachna

Las estadísticas del censo muestran que desde 1881 hasta 1960 (durante la ocupación británica de la isla) la población aumentó constantemente de 595 a 1.564 habitantes. En la actualidad la población se sitúa en 865 (censo 2011).
El pueblo cuenta con dos iglesias, San Jorge (Ayios Yeorgios) y San Pablo (Apostolos Pavlos). La primera escuela primaria se estableció en 1855 y se trasladó a su ubicación actual en 1938. La mayoría de los edificios más antiguos (y muchas casas) están construidos con piedra local que tiene un color amarillo calcáreo único.